# Mälarehamnen

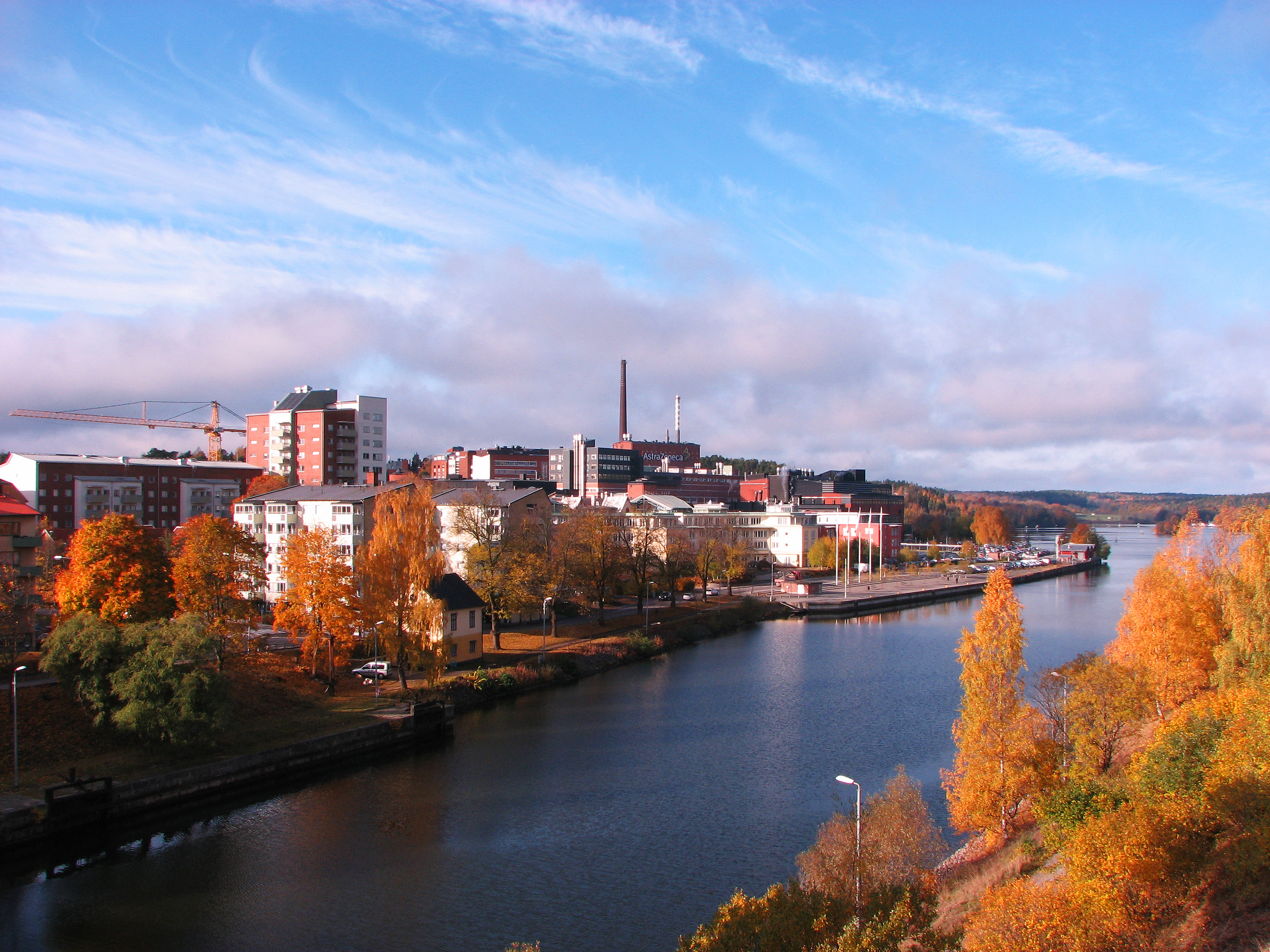
Utsikt över Mälarehamnen och Snäckviken från Mälarbron. Längs ner till vänster i bild syns resterna av den ursprungliga slussen i Södertälje kanal

Mälarehamnen (även stavat Mälarhamnen) är en hamn i mälardelen av Södertälje kanal i centrala Södertälje i Södermanland och Stockholms län.

## Bakgrund
Mälarehamnen har använts frekvent från 1860-talet. Dess användning ökade i takt med att ångbåtar blev vanligare. Hamnens storhetstid var mellan 1880 och 1930. Hamnen kom att primärt användas för utskeppning av virke efter andra världskriget.
Trots att Mälarehamnen upphörde att vara en av stadens officiella hamnar 1984 används den fortfarande permanent av Kustbevakningens Kuststation Södertälje. Den används även för turisttrafik och av S/S Ejdern. En ny kaj för att hantera den trafik som finns i hamnen byggs från 2022.
Området på kanalens västra sida benämns Västra Mälarehamnen. Hamnområdet på kanalens motsatta sida har benämns Östra Mälarehamnen, men gatan som ligger på platsen idag heter Bergviksgatan. Den tidigare Östra Mälarehamnen har bebyggts med bostäder.
Området domineras idag av AstraZenecas anläggningar. Tidigare har flera andra företag funnits i området; bland annat Vin & Sprit Tobaksmonopolet och Södertälje tändsticksfabrik.

### Galleri

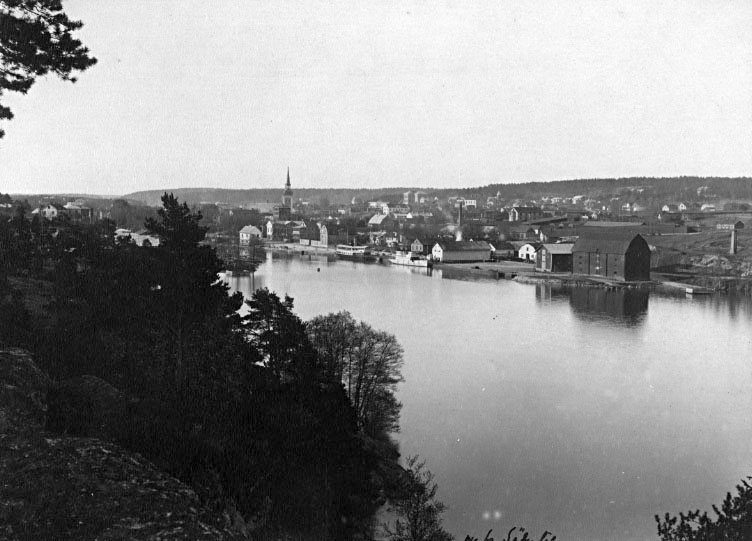
Utsikt över området någon gång mellan 1863 – 1906
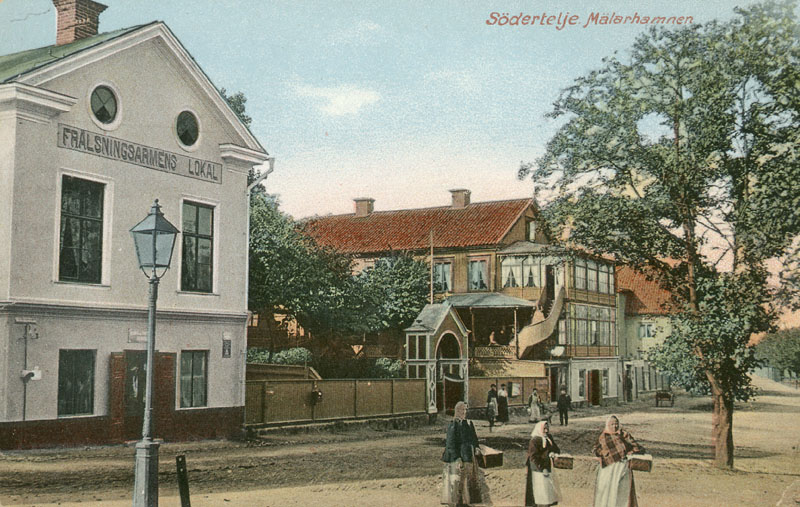
Bebyggelse i hamnen på vykort. Kringelgummor som säljer Södertäljekringlor avbildade i förgrunden
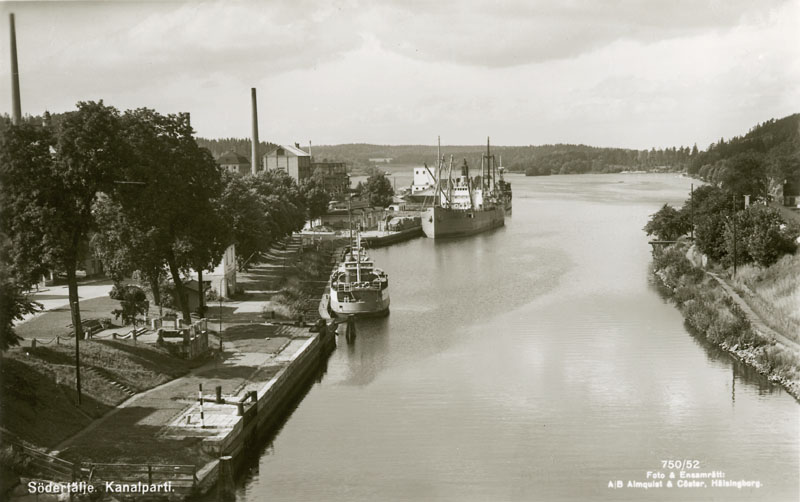
Vy från klaffbron (idag ersatt av Mälarbron. Flera båtar i hamn. Första slussen syns närmast i bild
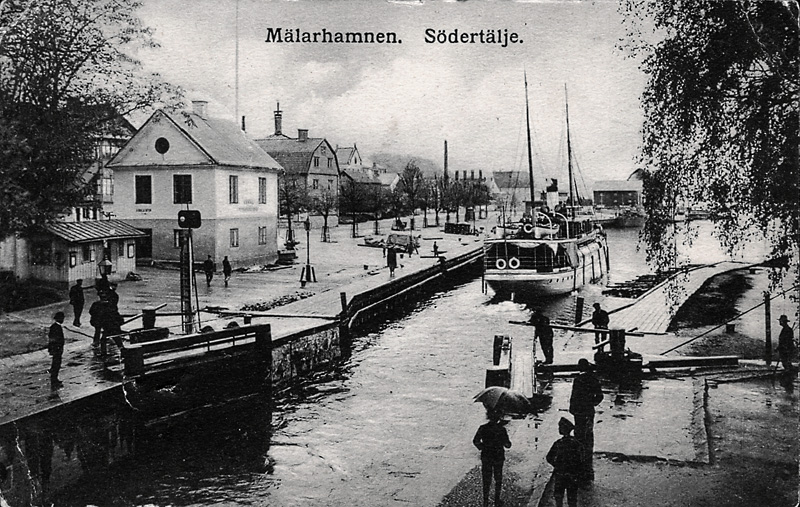
Ångbåt passerar igenom första slussen och förbi hamnen

## Gamla slussen och tillhörande byggnader
I Mälarehamnen finns flera byggnader kopplade till den ursprungliga dragningen av Södertälje kanal. Det gamla kanalkontoret är uppfört intill 1819-års sluss. Rester av den ursprungliga slussen finns kvar intill byggnaden.

### Bilder

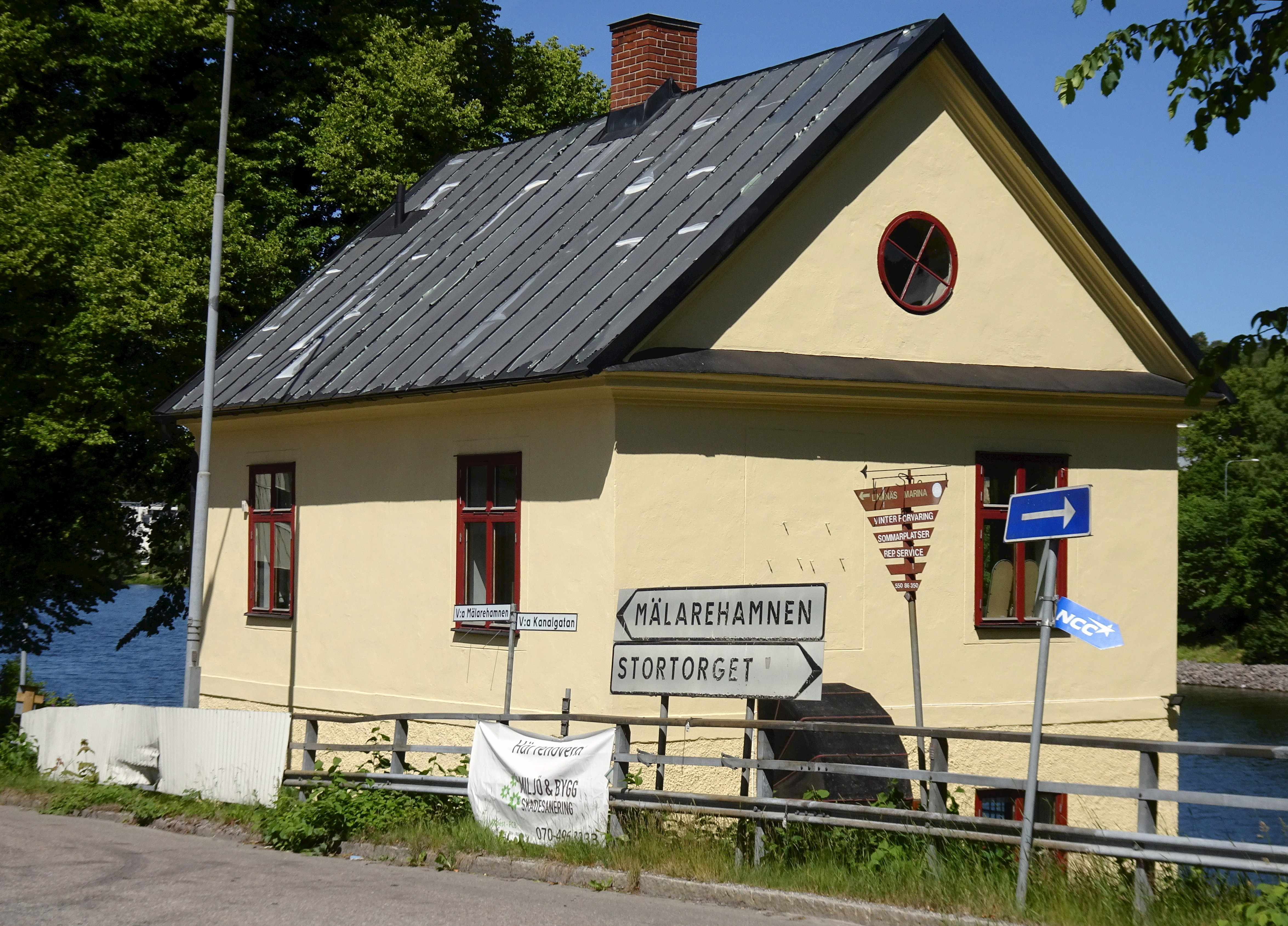
Gamla slusskontoret i Mälarehamnen
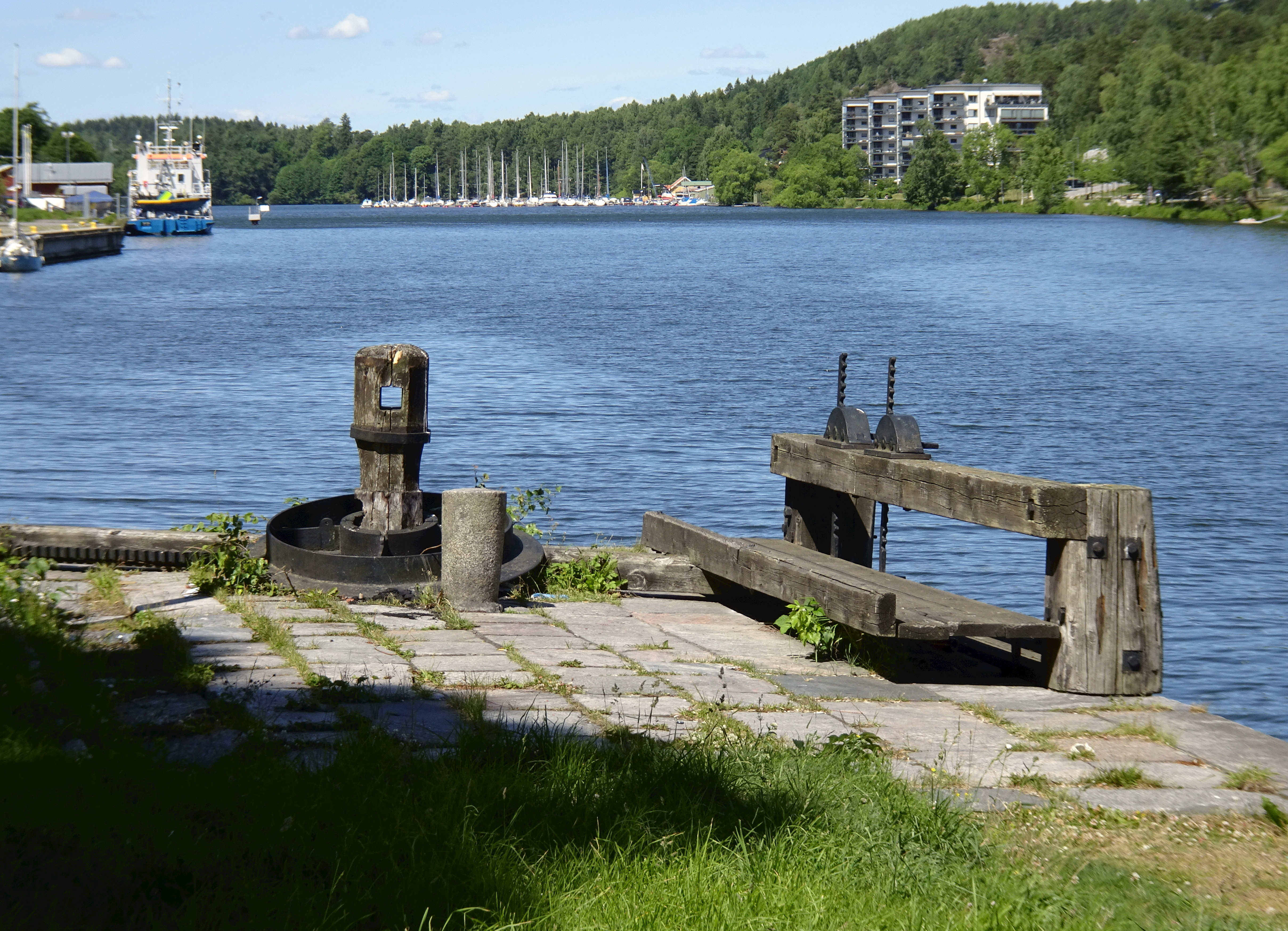
Rester av gamla slussen. I bakgrunden syns hamnen med förtöjt fartyg längs upp till vänster i bild
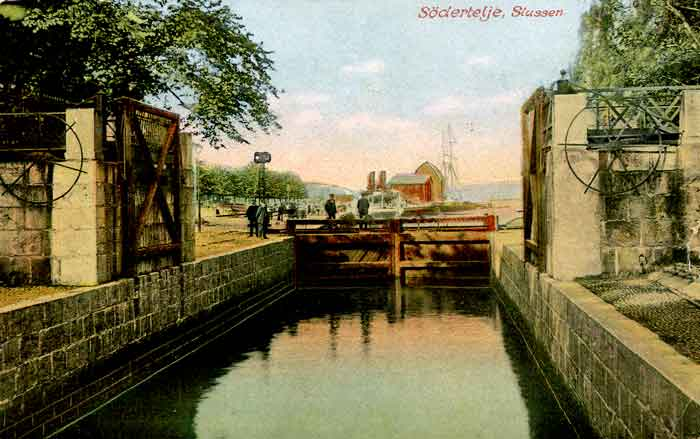
Den första slussen mot Mälarehamnen på ett vykort från 1908
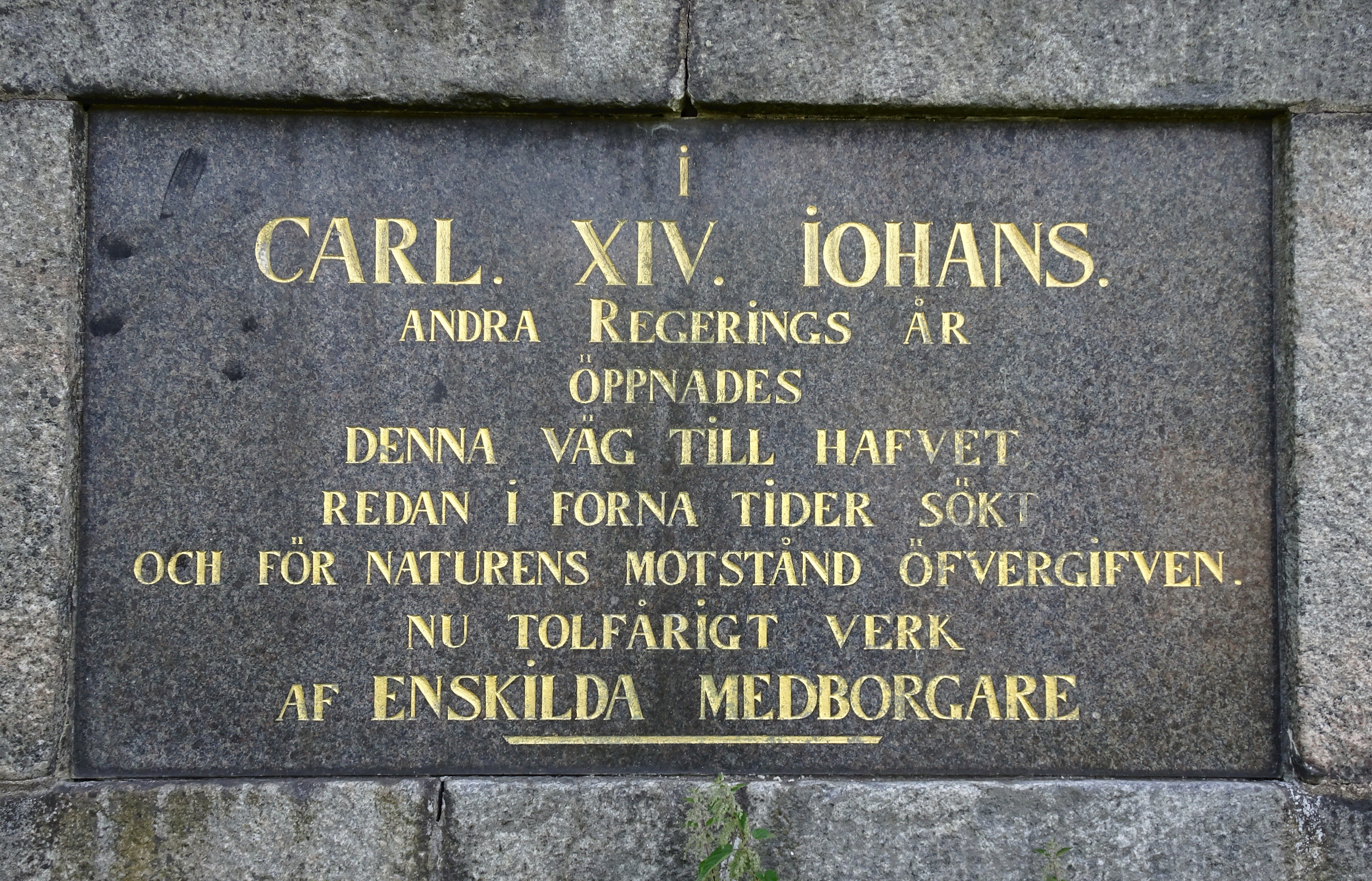
Minnestavla över byggandet av den ursprungliga kanalen